# Glycera calbuconensis
Glycera calbuconensis är en ringmaskart som beskrevs av Hartmann-Schröder 1962. Glycera calbuconensis ingår i släktet Glycera och familjen Glyceridae. Inga underarter finns listade i Catalogue of Life.